# Artur Kret
Artur Kret (ur. 4 kwietnia 1987 w Rabce-Zdroju) - były polski hokeista, wychowanek Podhala Nowy Targ.

## Kariera klubowa
- Orchard Lake St. Mary's (2004–2005)
- Boston Harbor Wolves (2005)
- Alpena IceDiggers (2005–2006)
- Podhale Nowy Targ (2006–2010)
- Orchard Lake St. Mary's (2010–)